# John Michael Montgomery

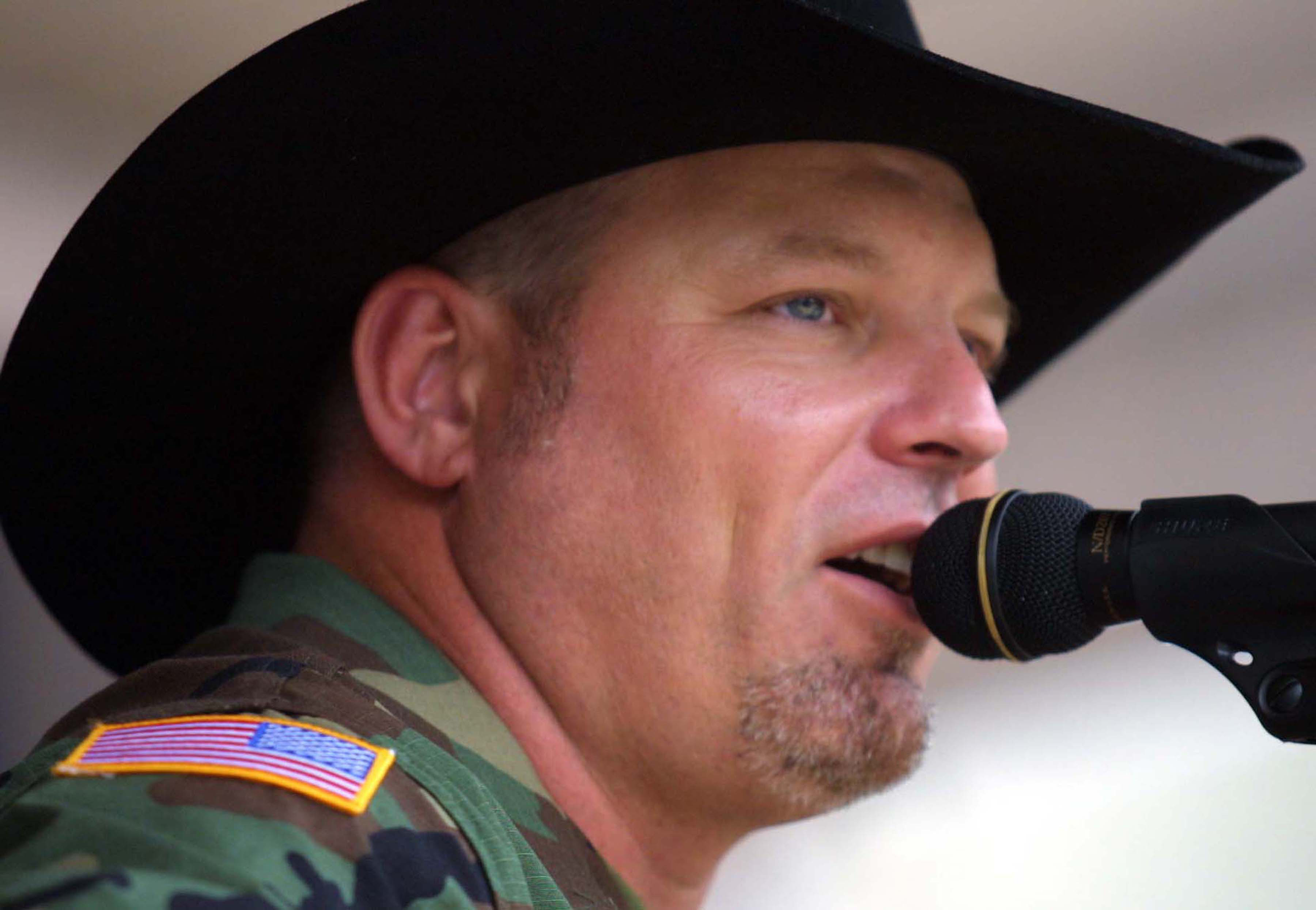
John Michael Montgomery (2004)

John Michael Montgomery (* 20. Januar 1965 in Danville, Kentucky) ist ein US-amerikanischer Country-Sänger. Er wird zu den sogenannten Neo-Traditionalisten gezählt, die Anfang der 1990er Jahre die stagnierende Country-Musik belebten.

## Biografie
Bereits als Kind spielte John Michael zusammen mit Schwester Becky und Bruder Eddie in der Country-Band seiner Eltern. Seinen ersten öffentlichen Auftritt hatte er mit fünf Jahren. Nach der Scheidung seiner Eltern machte er als Solo-Musiker in Lexington weiter. Über mehrere Jahre war er im dortigen Austin Saloon tätig, bevor er 1991 von der Schallplattenfirma Atlantic Records unter Vertrag genommen wurde.
1991 wurde sein erstes Album, Life’s a Dance, eingespielt. Während einer Aufnahmesession zerstritt er sich mit dem Produzenten. Obwohl es bereits spät abends war, rief Montgomery kurzentschlossen den Chef von Atlantic an. Der Produzent wurde daraufhin ausgewechselt und das Album ohne weitere Zwischenfälle fertiggestellt. Der Titelsong erreichte Platz vier der Country-Charts und die nachfolgende Single I Love The Way You Love Me Platz eins.
Der bemerkenswerte Erfolg seines Debütalbums wurde von der Nachfolgeproduktion noch übertroffen. Kickin' It Up notierte sowohl in den Country- als auch den Pop-Hitparaden. Drei Single-Auskopplungen erreichten die Spitze der Country-Charts. I Swear erhielt nicht nur den CMA-Award Single of the Year, sondern auch die ACM-Awards Single of the Year und Song of the Year. Montgomery selbst wurde mit dem bedeutenden CMA Horizon Award als meistversprechender Country-Musiker ausgezeichnet. 1995 musste er sich einer Stimmbandoperation unterziehen, die aber komplikationsfrei verlief. Sein Bruder Eddie, mit dem er als Kind in der Band seiner Eltern gespielt hatte, war mittlerweile ebenfalls erfolgreich und feierte als Teil des Duos Montgomery Gentry Erfolge.
2000 gab Atlantic Records die Produktion von Country-Musik auf, und Montgomery wechselte zum Label Warner Brothers. Ein schwerer Unfall mit komplizierten Beinbrüchen zwang ihn erneut zu einer Pause. Seine Erfolgssträhne hielt auch beim neuen Label an, allerdings erreichte nur noch eine einzige Single Platz eins: 2000 wurde das Duett mit Alison Krauss The Little Girl zu seinem 7. Nummer-eins-Hit in den Country-Charts. Am 14. Oktober 2008 erschien sein Album Time Flies.

## Diskografie

### Alben
| Jahr | Titel Musiklabel                 | Höchstplatzierung, Gesamtwochen, AuszeichnungChartplatzierungen (Jahr, Titel, Musiklabel, Platzierungen, Wochen, Auszeichnungen, Anmerkungen) | Höchstplatzierung, Gesamtwochen, AuszeichnungChartplatzierungen (Jahr, Titel, Musiklabel, Platzierungen, Wochen, Auszeichnungen, Anmerkungen) | Anmerkungen                              |
| Jahr | Titel Musiklabel                 | US | Country | Anmerkungen                              |
| ---- | -------------------------------- | --- | --- | ---------------------------------------- |
| 1992 | Life’s a Dance Atlantic          | US27 ×3Dreifachplatin · (77 Wo.)US | Country4 (149 Wo.)Country | Erstveröffentlichung: 13. Oktober 1992   |
| 1994 | Kickin’ It Up Atlantic           | US1 ×4Vierfachplatin · (82 Wo.)US | Country1 (124 Wo.)Country | Erstveröffentlichung: 25. Januar 1994    |
| 1995 | John Michael Montgomery Atlantic | US5 ×4Vierfachplatin · (65 Wo.)US | Country1 (104 Wo.)Country | Erstveröffentlichung: 28. März 1995      |
| 1996 | What I Do The Best Atlantic      | US39 Platin · (40 Wo.)US | Country5 (62 Wo.)Country | Erstveröffentlichung: 24. September 1996 |
| 1998 | Leave a Mark Atlantic            | US95 Gold · (5 Wo.)US | Country15 (54 Wo.)Country | Erstveröffentlichung: 5. Mai 1998        |
| 1999 | Home to You Atlantic             | US135 (4 Wo.)US | Country16 (45 Wo.)Country | Erstveröffentlichung: 25. Mai 1999       |
| 2000 | Brand New Me Atlantic            | US15 Gold · (19 Wo.)US | Country2 (46 Wo.)Country | Erstveröffentlichung: 19. September 2000 |
| 2002 | Pictures Warner                  | US110 (1 Wo.)US | Country13 (14 Wo.)Country | Erstveröffentlichung: 8. Oktober 2002    |
| 2004 | Letters From Home Warner         | US31 (11 Wo.)US | Country3 (22 Wo.)Country | Erstveröffentlichung: 20. April 2004     |
| 2008 | Time Flies Stringtown Records    | US172 (1 Wo.)US | Country35 (3 Wo.)Country | Erstveröffentlichung: 14. Oktober 2008   |

Weitere Alben
- 2003: Mr. Snowman (Warner)

### Kompilationen
| Jahr | Titel Musiklabel                                | Höchstplatzierung, Gesamtwochen, AuszeichnungChartplatzierungen (Jahr, Titel, Musiklabel, Platzierungen, Wochen, Auszeichnungen, Anmerkungen) | Höchstplatzierung, Gesamtwochen, AuszeichnungChartplatzierungen (Jahr, Titel, Musiklabel, Platzierungen, Wochen, Auszeichnungen, Anmerkungen) | Anmerkungen                            |
| Jahr | Titel Musiklabel                                | US | Country | Anmerkungen                            |
| ---- | ----------------------------------------------- | --- | --- | -------------------------------------- |
| 1997 | Greatest Hits Atlantic                          | US33 Platin · (29 Wo.)US | Country5 (104 Wo.)Country | Erstveröffentlichung: 14. Oktober 1997 |
| 2002 | Love Songs Atlantic                             | — | Country27 (14 Wo.)Country | Erstveröffentlichung: 5. Februar 2002  |
| 2003 | The Very Best of John Michael Montgomery Warner | US77 (4 Wo.)US | Country11 (54 Wo.)Country | Erstveröffentlichung: 26. August 2003  |

### Singles
| Jahr | Titel Album                                                       | Höchstplatzierung, Gesamtwochen, AuszeichnungChartplatzierungen (Jahr, Titel, Album, Platzierungen, Wochen, Auszeichnungen, Anmerkungen) | Höchstplatzierung, Gesamtwochen, AuszeichnungChartplatzierungen (Jahr, Titel, Album, Platzierungen, Wochen, Auszeichnungen, Anmerkungen) | Anmerkungen                              |
| Jahr | Titel Album                                                       | US | Country | Anmerkungen                              |
| --- | ----------------------------------------------------------------- | --- | --- | ---------------------------------------- |
| 1992 | Life’s a Dance                                                    | — | Country4 (20 Wo.)Country | Erstveröffentlichung: 21. September 1992 |
| 1993 | I Love the Way You Love Me Life’s a Dance                         | US60 (13 Wo.)US | Country1 (20 Wo.)Country | Erstveröffentlichung: 1. März 1993       |
| 1993 | Beer and Bones Life’s a Dance                                     | — | Country21 (20 Wo.)Country | Erstveröffentlichung: 10. Juli 1993      |
| 1993 | I Swear Kickin’ It Up                                             | US42 Gold · (20 Wo.)US | Country1 (20 Wo.)Country | Erstveröffentlichung: 19. November 1993  |
| 1994 | Rope the Moon Kickin’ It Up                                       | — | Country4 (20 Wo.)Country | Erstveröffentlichung: 14. März 1994      |
| 1994 | Be My Baby Tonight Kickin’ It Up                                  | US73 (10 Wo.)US | Country1 (20 Wo.)Country | Erstveröffentlichung: 23. Mai 1994       |
| 1994 | If You’ve Got Love Kickin’ It Up                                  | — | Country1 (20 Wo.)Country | Erstveröffentlichung: 19. September 1994 |
| 1995 | I Can Love You Like That John Michael Montgomery                  | — | Country1 (20 Wo.)Country | Erstveröffentlichung: 27. Februar 1995   |
| 1995 | Sold (The Grundy County Auction Incident) John Michael Montgomery | — | Country1 (20 Wo.)Country | Erstveröffentlichung: 1. Mai 1995        |
| 1995 | No Man’s Land John Michael Montgomery                             | — | Country3 (20 Wo.)Country | Erstveröffentlichung: 21. August 1995    |
| 1995 | Cowboy Love John Michael Montgomery                               | — | Country4 (20 Wo.)Country | Erstveröffentlichung: 13. November 1995  |
| 1996 | Long as I Live John Michael Montgomery                            | — | Country4 (20 Wo.)Country | Erstveröffentlichung: 26. Februar 1996   |
| 1996 | Ain’t Got Nothin’ on Us What I Do the Best                        | — | Country15 (19 Wo.)Country | Erstveröffentlichung: 26. August 196     |
| 1996 | Friends What I Do the Best                                        | US69 (12 Wo.)US | Country2 (20 Wo.)Country | Erstveröffentlichung: 23. September 1996 |
| 1997 | I Miss You a Little What I Do the Best                            | — | Country6 (20 Wo.)Country | Erstveröffentlichung: 17. Februar 1997   |
| 1997 | How Was I to Know What I Do the Best                              | — | Country2 (20 Wo.)Country | Erstveröffentlichung: 9. Juni 1997       |
| 1997 | Angel in My Eyes Greatest Hits                                    | — | Country4 (21 Wo.)Country | Erstveröffentlichung: 29. September 1997 |
| 1998 | Love Working on You Leave a Mark                                  | — | Country14 (20 Wo.)Country | Erstveröffentlichung: 9. März 1998       |
| 1998 | Cover You in Kisses Leave a Mark                                  | US91 (9 Wo.)US | Country3 (21 Wo.)Country | Erstveröffentlichung: 25. Mai 1998       |
| 1998 | Hold On to Me Leave a Mark                                        | US33 (19 Wo.)US | Country4 (25 Wo.)Country | Erstveröffentlichung: 28. September 1998 |
| 1999 | Hello L.O.V.E. Home to You                                        | US71 (6 Wo.)US | Country15 (20 Wo.)Country | Erstveröffentlichung: 27. März 1999      |
| 1999 | Home to You                                                       | US45 (20 Wo.)US | Country2 (28 Wo.)Country | Erstveröffentlichung: 5. Juli 1999       |
| 1999 | Nothing Catches Jesus by Surprise Home to You                     | — | Country50 (10 Wo.)Country | Erstveröffentlichung: 4. Dezember 1999   |
| 2000 | You Are Home to You                                               | — | Country48 (16 Wo.)Country | Erstveröffentlichung: 15. Januar 2000    |
| 2000 | The Little Girl Brand New Me                                      | US35 (20 Wo.)US | Country1 (23 Wo.)Country | Erstveröffentlichung: 29. August 2001    |
| 2001 | That’s What I Like About You Brand New Me                         | — | Country44 (11 Wo.)Country |                                          |
| 2001 | Even Then Brand New Me                                            | — | Country59 (1 Wo.)Country |                                          |
| 2002 | Til Nothing Comes Between Us Pictures                             | — | Country19 (26 Wo.)Country | Erstveröffentlichung: 27. Juli 2002      |
| 2003 | Country Thang Pictures                                            | — | Country45 (8 Wo.)Country |                                          |
| 2003 | Four-Wheel Drive Pictures                                         | — | Country52 (5 Wo.)Country |                                          |
| 2004 | Letters from Home                                                 | US24 (20 Wo.)US | Country2 (25 Wo.)Country | Erstveröffentlichung: 2. Februar 2004    |
| 2004 | Goes Good with Beer Letters from Home                             | — | Country51 (9 Wo.)Country |                                          |
| 2008 | Forever Time Flies                                                | — | Country28 (24 Wo.)Country | Erstveröffentlichung: 18. Oktober 2008   |
| Folgende Lieder erschienen nicht als Single, wurden aber durch das Album zum Download und Streaming bereitgestellt und konnten somit eine Platzierung erlangen: |                                                                   | | |                                          |
| |                                                                   | | |                                          |
| 1994 | Kick It Up Kickin’ It Up                                          | — | Country72 (2 Wo.)Country |                                          |

Weitere Singles
- 2008: Mad Cowboy Disease
- 2008: If You Ever Went Away

### Gastbeiträge
| Jahr | Titel Album              | Höchstplatzierung, Gesamtwochen, AuszeichnungChartplatzierungen (Jahr, Titel, Album, Platzierungen, Wochen, Auszeichnungen, Anmerkungen) | Höchstplatzierung, Gesamtwochen, AuszeichnungChartplatzierungen (Jahr, Titel, Album, Platzierungen, Wochen, Auszeichnungen, Anmerkungen) | Anmerkungen      |
| Jahr | Titel Album              | US | Country | Anmerkungen      |
| ---- | ------------------------ | --- | --- | ---------------- |
| 1997 | Warning Signs –          | — | Country56 (5 Wo.)Country | mit Bill Engvall |
| 2009 | Ride Through the Country | US— GoldUS | Country57 (2 Wo.)Country | mit Colt Ford    |

Weitere Singles
- 1994: Amazing Grace (mit The Maverick Choir)

### Videoalben
- 1994: Kickin’ It Up (US: Gold)

## Auszeichnungen (Auswahl)
- 1993 – ACM Song of The Year: I Love The Way You Love
- 1993 – ACM Top New Male Vocalist
- 1994 – CMA Single of The Year: I Swear
- 1994 – CMA Horizon Award
- 1994 – ACM Single of The Year: I Swear
- 1994 – ACM Song of The Year: I Swear